# Al-Bahriyya al-'Irāqiyya
La Al-Bahriyya al-‘Irāqiyya (arabo: القوة البحرية العراقية) è la marina militare dell'Iraq. I suoi compiti principali sono la difesa delle coste irachene, la protezione delle acque territoriali, la lotta al traffico di esseri umani e la protezione delle piattaforme petrolifere del paese, principalmente le infrastruttura portuali di Umm Qasr e quelle dei terminali offshore di Al Başrah e Khawr Al Amaya, attraverso i quali viene esportato l’85% circa del petrolio irakeno, contribuendo complessivamente al 90% del prodotto interno lordo. La Marina irachena svolge attività di sorveglianza, interdizione e difesa delle acque nazionali fino a 12 miglia contro la minaccia terroristica, l’attività sovversiva, la pirateria e i traffici illeciti, in particolare lungo l’importante via fluviale del Khawr Abd Allah, su cui si trova il porto di Umm Qasr, e il cui corso è condiviso con il Kuwait.
Inizialmente denominata, dopo la caduta del regime di Saddam Hussein Forza di difesa costiera irachena, il suo nome ufficiale è stato cambiato il 12 gennaio 2005.
A partire dal febbraio 2011, la Marina conta quasi 5 000 tra marinai e marines, e personale amministrativo e addetto alla logistica.

## Storia
La marina militare irachena è stata istituita nel 1937, operandoo come flottiglia fluviale fino al 1958. Da questa data, in seguito alla rivoluzione che abbatteva la monarchia hashemita, iniziò un periodo di espansione. Il rafforzamento maggiore si verificò alla fine degli anni settanta sotto il regime baatista di Saddam Hussein, con l'acquisto dall'Unione Sovietica delle motocannoniere Osa e Komar armate di missili Styx.
Il programma di rafforzamento più ambizioso è stato l'ordine fatto ai cantieri italiani di quattro fregate tipo Lupo modificate, sei corvette tipo al-Asad e una nave da rifornimento tipo Stromboli. Le navi ordinate ai cantieri italiani tuttavia non entrarono mai in servizio per l'Iraq, a seguito dell'embargo derivato in un primo momento dalla guerra Iran-Iraq e successivamente dalla prima Guerra del Golfo in cui la Marina irachena venne quasi completamente distrutta al punto da non avere alcun ruolo durante la seconda Guerra del Golfo..
Nel 1980 l'Iraq aveva costruito un nucleo di una marina militare di tutto rispetto, con motomissilistiche Osa e Komar, più un certo numero di dragamine e mezzi da sbarco, forza navale che però durante gli otto anni della lunga guerra Iraq-Iran subì gravissime perdite.
Il 5 novembre 1980 a seguito di numerose schermaglie tra motovedette irachene e iraniane nel nord del Golfo la motocannoniera iraniana Paykan del tipo Combattante affondò due barche motocannoniere irachene, una con il cannone da 76 mm e l'altra con un missile BGM-84 Harpoon.
Nel corso dell'Operazione Morvarid il 28 novembre 1980 le perdite irachene furono ancora più pesanti. Gli iracheni persero cinque motomissilistiche Osa, due delle quali affondate da missili Harpoon e quattro della classe Komar, affondate da missili Maverick lanciati da F-4 Phantom dell'Aeronautica iraniana, oltre ad alcune piccole unità navali di pattugliamento e naviglio ausiliario, circa l'80% della marina irachena. Gli iracheni persero anche un elicottero Aérospatiale SA 321 Super Frelon sei MiG-23 e un MiG-21 e registrarono la distruzione di siti di lancio di missili SAM. Gli iraniani registrarono la perdita della motocannoniera Paykan, colpita da un fuoco di fila di quattro missili SS-N-2, un F-4 Phantom abbattuto e un altro F-4 Phantom danneggiato. La pesante sconfitta irachena può essere ricondotta alla scarsa affidabilità del missili SS-N-2, vulnerabili alle contromisure elettroniche quali chaff e decoy e alla mancanza di un'efficace difesa aerea e di supporto aereo.
Il 12 aprile e il 2 maggio 1983 unità navali irachene hanno attaccato una piattaforma petrolifera iraniana nella parte nord del golfo. In questi attacchi gli iracheni hanno perso due motocannoniere Osa. Furono questi gli ultimi attacchi da parte della marina irachena nella guerra contro l'Iran.
Nel gennaio 2004 la marina venne ricostituita come Forza di Difesa Costiera assumendo poi l'attuale denominazione a partire dal 12 gennaio 2005.
Nel 2009 sono entrati in servizio quattro pattugliatori tipo Saettia costruiti in Italia.

## Equipaggiamento

### Saettia
Le maggiori unità navali della marina irachena sono i pattugliatori tipo Saettia. Nel 2006, la nuova Marina irachena ha firmato un contratto con il governo italiano per l'acquisto di quattro imbarcazioni del tipo Diciotti modificato da impiegare per il pattugliamento dei suoi 58 chilometri di coste, ricchi di giacimenti petroliferi, per il controllo della Zona economica esclusiva e del traffico marittimo, in operazioni SAR (ricerca e soccorso) e come mezzi antincendio.
Il contratto per la costruzione di queste unità, siglato nel 2006 è diventato effettivo nell'ottobre 2007 per un valore complessivo di circa 80 milioni di euro, che comprendeva anche il relativo supporto logistico e l'addestramento dell'equipaggio di ciascuna unità in cooperazione con la Marina Militare Italiana.

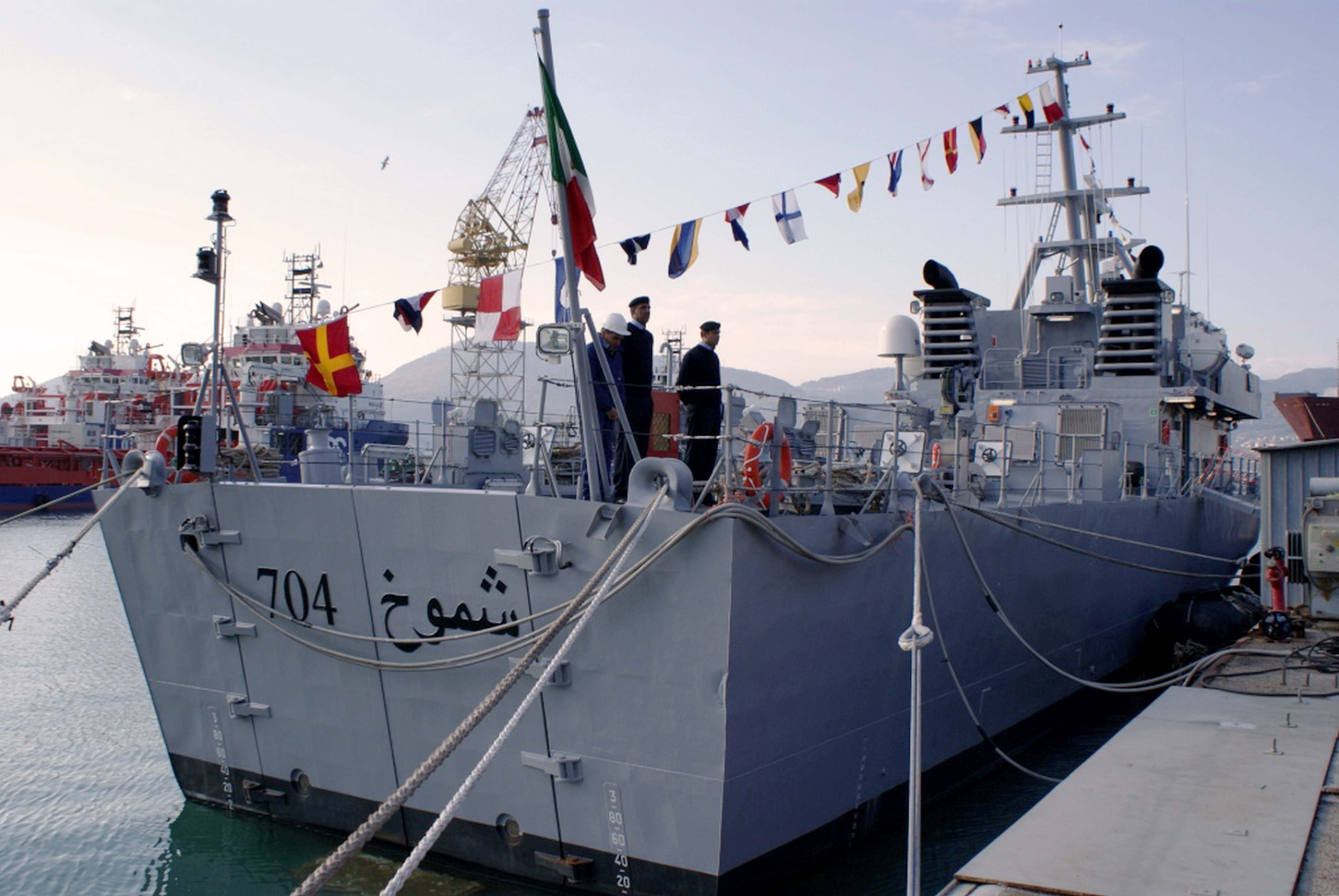
Pattugliatori iracheni nell'imminenza della consegna al Muggiano

Le quattro unità sono state costruite dalla Fincantieri nello stabilimento di Riva Trigoso sotto la sorveglianza del Registro Italiano Navale (RINA). La loro costruzione è stata avviata nel gennaio 2008 e dopo il varo le navi hanno completato l'allestimento a La Spezia nello stabilimento del Muggiano presso la Sezione Marine Estere di Marinalles La Spezia. Per le loro caratteristiche, che le diversificano dalle unità italiane e da quelle maltesi queste navi costituiscono la classe Saettia IV tipo. Rispetto alle unità italiane della Guardia costiera le navi irachene sono leggermente più lunghe con una lunghezza di 53,40 metri, uguale all'unità maltese, e la possibilità di imbarcare un equipaggio di 38 persone, ben più numeroso delle unità italiane e di quella maltese.
La prima unità, denominato Fatah (Vittorioso), contrassegnato dal distintivo ottico 702, è stata consegnata il 15 maggio 2009 Alla cerimonia di consegna erano presenti per l'Iraq il Capo di Stato Maggiore della Difesa, Generale Babaker Baderkhan Al Zibari, per l'Italia il Direttore Generale per le Costruzioni e gli Armamenti Navali, Ammiraglio ispettore capo Dino Nascetti, per Fincantieri il responsabile della Direzione Navi Militari, Alberto Maestrini.
La nave nel suo viaggio verso l'Iraq è stata scortata dal pattugliatore italiano Comandante Borsini e dopo un trasferimento di 28 giorni in cui ha percorso 5000 miglia attraverso Mediterraneo, Mar Rosso e Golfo Persico, il 20 giugno è giunta nel porto iracheno di Umm Qasr. Ad accogliere le navi erano presenti il ministro della difesa iracheno Qadir Obeidi, l'ambasciatore d'Italia in Iraq, Maurizio Melani, il governatore della Regione di Bassora e altre autorità civili e religiose.
Il secondo pattugliatore, denominato el-Nasir (Vittoria), contrassegnato dal distintivo ottico 701, è stato consegnato il 9 ottobre 2009 e tra il 19 e il 23 ottobre è stato scortato sempre da Nave Comandante Borsini dalla base di Augusta presso il COMFORPAT fino a Porto Said in Egitto, dove il pattugliatore iracheno ha iniziato la navigazione verso il Golfo Persico attraverso verso il Canale di Suez. raggiungendo la sua base di Umm Qasr il 12 novembre.
Gli ultimi due pattugliatori, denominati Majed (Gloria) e Shmookh (Orgoglio), contrassegnati rispettivamente dal distintivo ottico 703 e 704, sono stati infine consegnati il 16 dicembre 2009.

#### Altre unità di costruzione italiana
Il governo italiano ha fornito gratuitamente all'Iraq sei unità ex-Guardia Costiera Italiana di cui due Classe 200 da 15 m e 25 tonnellate di dislocamento in legno con motori Isotta Fraschini e un equipaggio di sette elementi (P-201 e P-202, rispettivamente ex CP-247 e CP-250) e quattro in vetroresina ed equipaggio di 4 uomini del tipo “Keith Nelson” (P-203÷P-206, rispettivamente ex CP-2036/2037 ed ex CP-2067/2068) con una lunghezza compresa fra 12 e 14 m e un dislocamento da 9 a 15 tonnellate, che sono state ricondizionate presso l’arsenale di La Spezia prima di essere trasferite in Iraq.

motovedetta CP-247
motovedetta CP-2067
motovedetta CP-2068
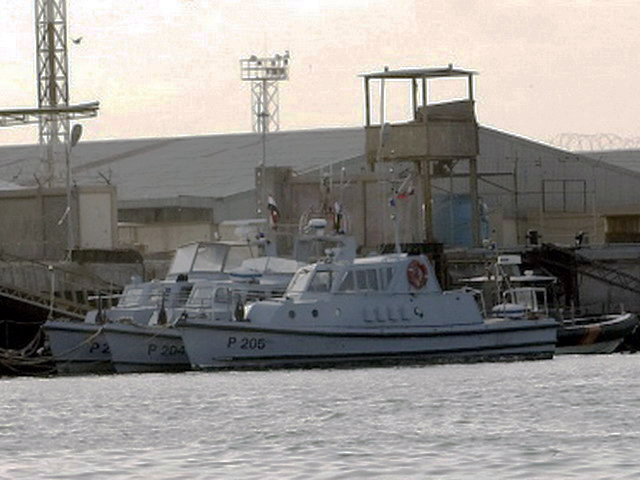
P-205 ex CP-2036 e P-204 ex CP-2068

### Predator
Le unità navali della classe Predator sono delle motovedette fornite dagli Stati Uniti, e sono state le prime unità navali della nuova Marina irachena. Le motovedette lunghe 27 metri, di fabbricazione cinese, realizzate negli stabilimenti Nanhua High-Speed Engineering Company, erano state originariamente acquisite durante il regime di Saddam Hussein nel 2002, nell'ambito del programma oil-for-food, ma non sono state consegnate a causa dell'embargo per il loro possibile uso a scopi militari. Gli Stati Uniti hanno acquistato le motovedette dai cantieri cinesi. L'acquisto comprendeva un accordo per risarcire la società tedesca di trasporto delle motovedette, in modo che nessuno, compreso l'Iraq, sostenesse alcun esborso finanziario.
In un rapporto al Congresso dal titolo "Misurare stabilità e la sicurezza in Iraq", sono state denominate Classe Predator. Le motovedette, che hanno la loro base a Umm Qasr,  sono armate di mitragliatrici GPMG tipo 67 di fabbricazione cinese. Le unità, che hanno un equipaggio di 14 persone, hanno lo scafo suddiviso in quattro compartimenti e durante le prove in mare hanno raggiunto una velocità di 32 nodi.

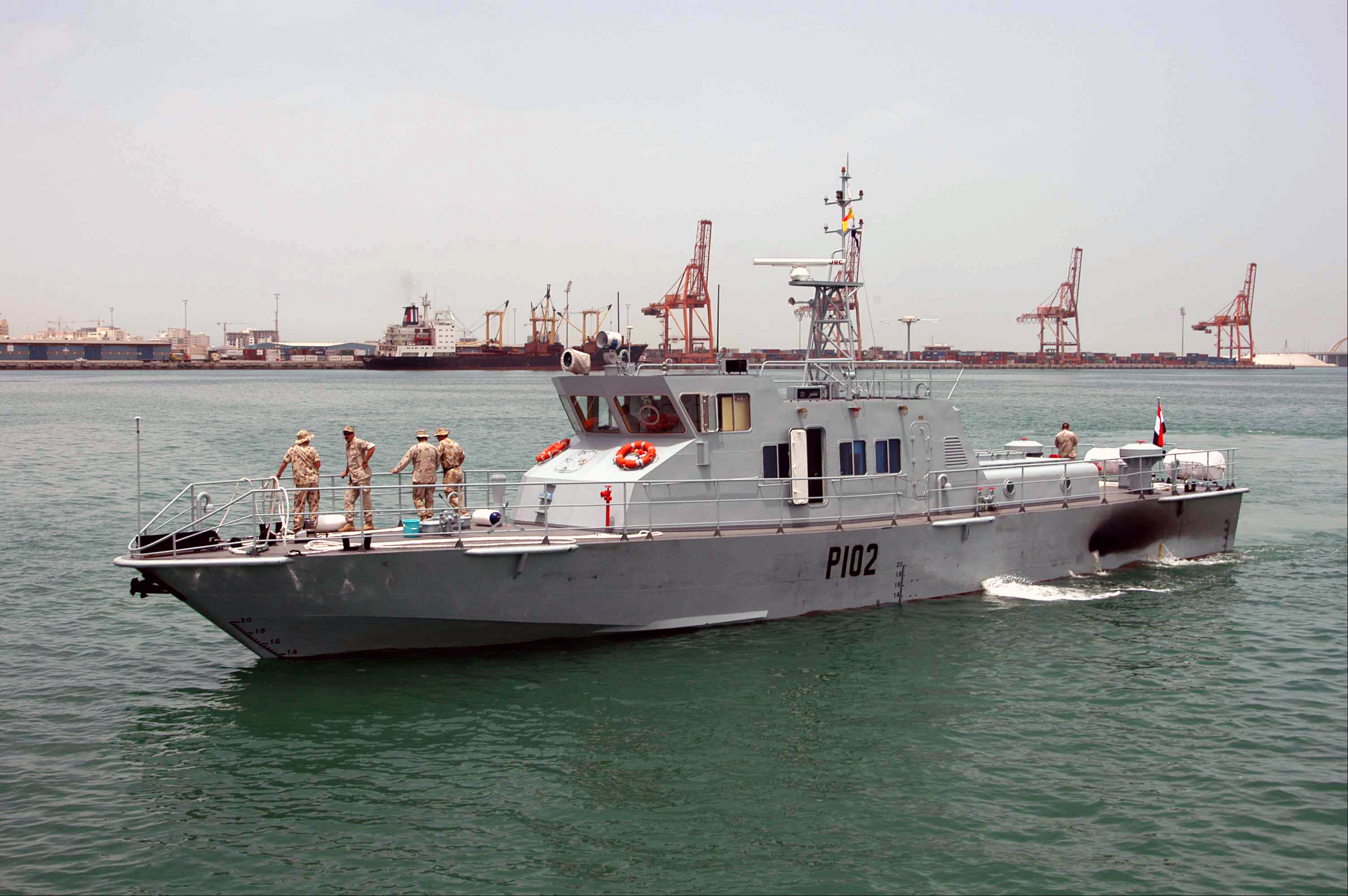
Pattugliatore classe Predator a Manama
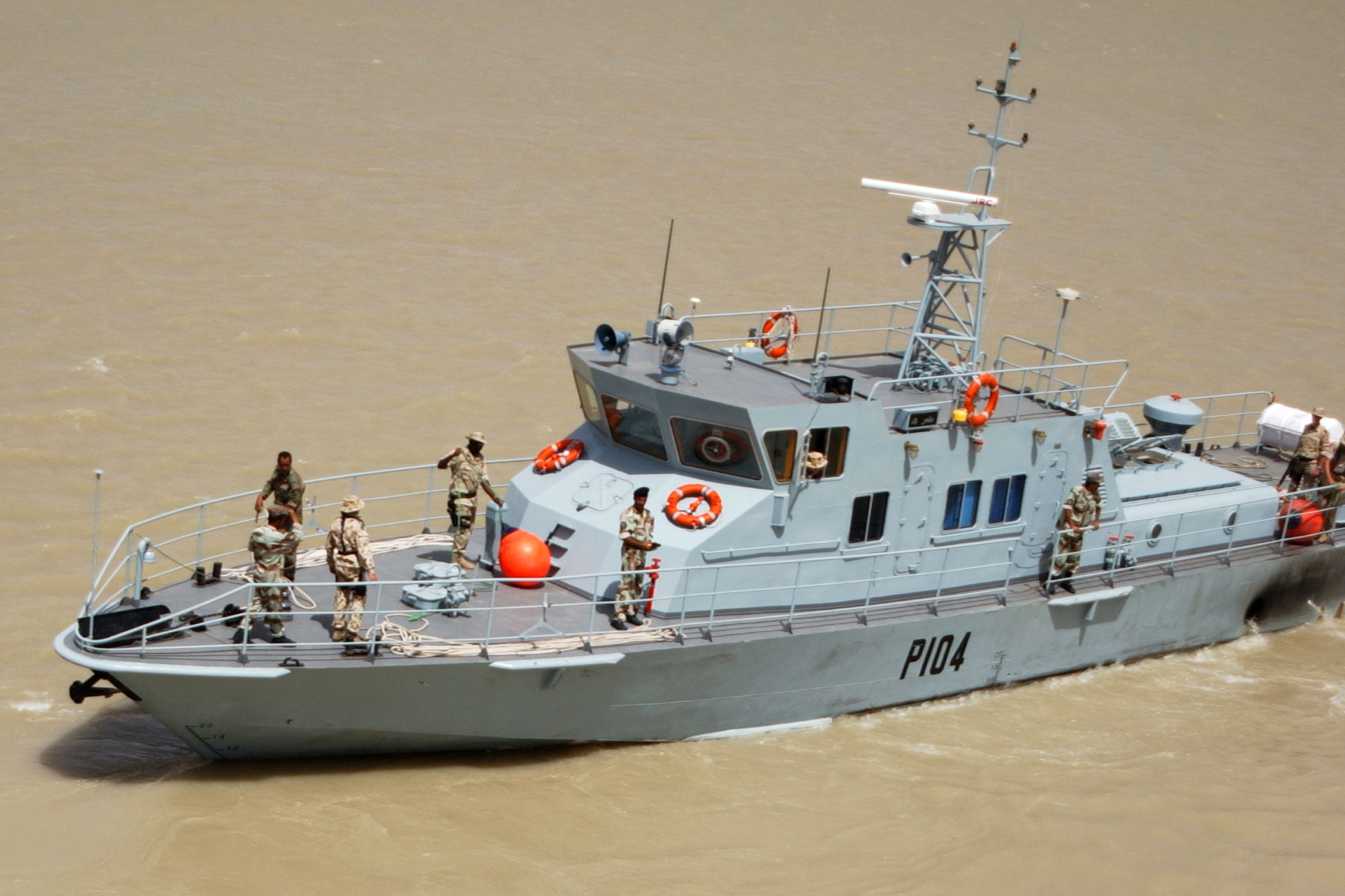
Pattugliatore classe Predator a Umm Qasr

## Gradi
I gradi della Marina militare irachena sono uguali a quelli dell'esercito iracheno e delle altre forze armate. Equiparando i gradi della Marina irachena a quelle della Royal Navy e a quelli delle marine di tradizione anglosassone i gradi di colonnello generale (Farīq 'awwāl), tenente generale (Farīq), maggior generale (Līwa'ā) e brigadiere (Amīd) sono rispettivamente equiparabili ad ammiraglio, viceammiraglio, retroammiraglio e commodoro e a quelli di ammiraglio, di ammiraglio di squadra, di ammiraglio di divisione e di contrammiraglio della Marina Militare Italiana. I gradi di colonnello (Aqīd), tenente colonnello) (Muqāddām) e maggiore (Rāyīd), appartenenti agli ufficiali superiori sono equiparabili rispettivamente ai gradi di capitano di vascello, capitano di vascello e capitano di corvetta, rispettivamente corrispondenti ai gradi di capitano di vascello, capitano di fregata e capitano di corvetta della Marina Militare Italiana. I gradi di capitano (Nāqīb), primo tenente (Mulāzīm 'awwāl) e tenente (Mulāzīm) appartenenti agli ufficiali inferiori corrispondono rispettivamente al tenente di vascello al sottotenente di vascello e al guardiamarina della Marina Militare Italiana. Tra i sottufficiali non esiste un ruolo marescialli come nelle forze armate italiane e in quelle dei paesi appartenenti alla NATO. Paragonati ai gradi della Marina Militare italiana i gradi di Jundī e Jundī 'awwāl sono equiparabili al comune di 2ª classe e al comune di 1ª classe, il grado di appuntato (Nāyīb arīf) è equiparabile al sottocapo di prima classe, il grado di caporale (Arīf) è equiparabile al sottocapo di prima classe scelto o al sergente e il grado di sergente capo (Rayiys eurafa') è equiparabile al secondo capo della Marina Militare.
Il grado di Mushīr corrispondente al grado di ammiraglio della flotta non è più in uso dopo la fine del regime di Saddam Hussein e corrispondeva al Grandammiraglio della Regia Marina Italiana.
| Ufficiali               | Ufficiali                         | Ufficiali              | Ufficiali               | Ufficiali             | Ufficiali             | Ufficiali                 | Ufficiali              | Ufficiali              | Ufficiali                            | Ufficiali                 |
| Grande ammiraglio       | Ammiraglio                        | Viceammiraglio         | Retroammiraglio         | Commodoro             | Capitano di vascello  | Capitano di fregata       | Capitano di corvetta   | Tenente di vascello    | Primo tenente                        | Tenente                   |
| in arabo مشير‎? (Mushīr) | in arabo فريق أول‎? (Farīq 'awwāl) | in arabo فريق‎? (Fārīq) | in arabo لواء‎? (Līwa'ā) | in arabo عميد‎? (Amīd) | in arabo عقيد‎? (Aqīd) | in arabo مقدم‎? (Muqāddām) | in arabo رائد‎? (Rāyīd) | in arabo نقيب‎? (Nāqīb) | in arabo ملازم أول‎? (Mulāzīm 'awwāl) | in arabo ملازم‎? (Mulāzīm) |
| ----------------------- | --------------------------------- | ---------------------- | ----------------------- | --------------------- | --------------------- | ------------------------- | ---------------------- | ---------------------- | ------------------------------------ | ------------------------- |
|                         |                                   |                        |                         |                       |                       |                           |                        |                        |                                      |                           |
|                         |                                   |                        |                         |                       |                       |                           |                        |                        |                                      |                           |

| Sergenti e graduati                 | Sergenti e graduati   | Sergenti e graduati              | Comuni                            | Comuni                 |
| Sergente capo                       | Caporale              | Vice caporale                    | Marinaio di 1ª classe             | Marinaio               |
| in arabo رقيب أول‎? (Rayiys eurafa') | in arabo رقيب‎? (Arīf) | in arabo نائب عريف‎? (Nāyīb arīf) | in arabo جندي أول‎? (Jundī 'awwāl) | in arabo جندى‎? (Jundī) |
| ----------------------------------- | --------------------- | -------------------------------- | --------------------------------- | ---------------------- |
|                                     |                       |                                  |                                   |                        |